# Угтаалцайдам
Угтаалцайдам (монг.: Угтаалцайдам) — сомон аймаку Туве, Монголія. Територія 1,5 тис. км², населення 4,5 тис. Центр — селище Ар Асгат розташоване на відстані 177 км від м. Зуунмод та 125 км від Улан-Батора.

## Рельєф
Гори Хуулийхаан (1707 м), Арцат Сонинхангай (1534 м), Хадат халзан тощо. Більшу частину займають долини гір Угтаалцайдам і Тал. Є численні неглибокі річки та струмки.

## Корисні копалини
Золото, залізні руди, будівельна сировина.

## Клімат
Різкоконтинентальний клімат, середня температура січня −21С, липня +17С, у середньому протягом року випадає 220–300 мм опадів.

## Тваринний світ
Водяться вовки, лисиці, козулі, манули, зайці, тарбагани.

## Соціальна сфера
Є школа, лікарня, сфера обслуговування, туристичні бази, майстерні.